# مقیاس تهاجم
مقیاس تهاجم  (به انگلیسی: Scale of Aggression) یک فیلم اکشن و دلهره‌آور آمریکایی محصول سال ۲۰۱۲ به کارگردانی استیون سی میلر است. از بازیگران آن می‌توان به ری وایز، دانا اشبروک، درک میرس، فابیان ترز، رایان هارتویگ و جیکوب رینولدز اشاره کرد.

## داستان
وقتی بلاونس، رئیس موبیو (ری وایز) متوجه می‌شود که ۵۰۰ هزار دلار از پول او گم شده‌است، او چهار نفر از اعضای نیروهای مسلح را برای ارسال «پیام بلند و کثیف» به خانواده‌های مظنون به دزد می‌فرستد. اما زمانی که قاتلان به یکی از خانه‌ها حمله می‌کنند، او پسر اوون (Ryan Hartwig) پسر عاطفی روبه رو است. اوون دارای سابقه رفتار خشونت‌آمیز است، می‌داند که چگونه تسلیحات مرگبار را بسازد و در سطحی از تجاوز او برابر است.

## بازیگران
- ری_وایز
- دانا اشبروک
- درک_میرس
- فابیان تریس
- رایان هارتویگ
- جیکوب رینولدز
- بوید کستنر

## انتشار فیلم
این فیلم توسط Anchor Bay خریداری و توزیع شده و توسط فستیوال جنوب از جنوب غربی پخش شده‌است. در تاریخ ۲۹ می ۲۰۱۲ نسخه‌های دی‌وی‌دی و دیسک بلوری این اثر منتشر شد.